# Wissarion (patriarcha Gruzji)
Wissarion, nazwisko świeckie Orbeliszwili-Barataszwili (zm. 1735, 1737 i 1738) – Katolikos-Patriarcha Gruzji od 1730 (de facto od 1724) do śmierci. 

## Życiorys
W 1697 przyjął święcenia kapłańskie w monasterze św. Jana Chrziciela stanowiącego część kompleksu klasztornego Dawid Garedża. Uzyskał gruntowne wykształcenie teologiczne, w szczególności z dziedziny dogmatyki i liturgiki. W klasztorze zajmował się nauczaniem młodych mnichów; wśród jego uczniów był hieromnich i pisarz Józef (Eristwisszwili) oraz przyszły biskup Tymoteusz (Gabaszwili).
W 1724, po ucieczce króla Wachtanga VI do Rosji, kraj musiał opuścić również Katolikos Domecjan IV. Następca Wachtanga, król Kartli Jesse wyznaczył Wissariona na nowego zwierzchnika Kościoła prawosławnego w Kartli. Formalne nadanie mu godności Katolikosa nastąpiło jednak dopiero w 1730.
Wissarion szczególnie interesował się rozwojem literatury i przepisywaniem dawnych rękopisów, zbierał w szczególności starogruzińskie teksty hagiograficzne, kontynuując prace swojego poprzednika. Sam napisał żywoty gruzińskich świętych: męczennika Rażdena, męczennika Arczila, męczennika i króla Luarsaba, męczenników Widzina, Szalwa i Elizbara oraz świętego biskupa Jessego. 
W związku z pojawieniem się na ziemiach gruzińskich misjonarzy katolickich Wissarion napisał przed 1729 wymierzony w katolicyzm tekst polemiczny w 38 rozdziałach, kilkakrotnie przezeń przeredagowywany. Katolikos omówił w nim znane dotąd chrześcijańskie herezje, różnice liturgiczne i dogmatyczne między Kościołem wschodnim i zachodnim, następnie zaś poddał krytyce dogmaty Kościoła katolickiego. Dokonał również nowej redakcji gruzińskiej minei świątecznej, dla której podstawą były księgi rosyjskie.
Data śmierci Wissariona nie jest jednoznacznie ustalona; jego następca Cyryl II wstąpił na tron patriarszy w 1738. Patriarcha Wissarion został pochowany w katedrze Sweti Cchoweli.